# AMF1 Driver Development Programme
L'AMF1 Driver Development Programme è un programma istituito dal team Formula 1 Aston Martin nel 2022. L'obbiettivo del programma è quello di sviluppare giovani piloti.

## Storia
Il 12 settembre del 2022 viene annunciata la nascita del programma. Come primo pilota viene presentato il fresco vincitore del Campionato FIA di Formula 2, Felipe Drugovich. Il brasiliano diventa anche terzo pilota del team in Formula 1.

## Piloti del programma
| Piloti           | Anni  | Stagione attuale                  | Team                                     | Titoli           |
| ---------------- | ----- | --------------------------------- | ---------------------------------------- | ---------------- |
| Felipe Drugovich | 2022– | Formula 1 European Le Mans Series | Aston Martin (Terzo pilota) Vector Sport | Formula 2 (2022) |
| Jessica Hawkins  | 2022- | Campionato GT britannico          | Beechdean Motorsport                     | Tba              |
| Jak Crawford     | 2024- | Formula 2                         | DAMS                                     | Tba              |
| Tina Hausmann    | 2024- | F1 Academy                        | Prema Racing                             | Tba              |
| Mari Boya        | 2025- | Formula 3                         | Campos Racing                            | Tba              |